# Eucromatina

El nucli d'una cèl·lula humana que mostra la localització de l'eucromatina (euchromatin)

L'eucromatina és una forma de la cromatina lleugerament compactada (menys que l'heterocromatina, que no acostuma a estar activa gairebé mai) amb una gran concentració de gens, i sovint (no sempre) es troba en transcripció activa. L'heterocromatina es troba tant en eucariotes com en procariotes.

## Estructura
L'estructura de l'eucromatina recorda la d'un collar de perles, representant cadascuna un nucleosoma. Els nucleosomes estan composts per vuit proteïnes denominades histones, amb aproximadament 146 parells de bases (Pb) de nucleòtids enrotllats a cadascuna; en l'eucromatina aquest empaquetament és menor per poder accedir amb major facilitat a l'ADN. Cada histona té una estructura variant que se creu que intervé en l'ordenació de la cromatina. En concret, es creu que la lisina metilada 4 en les histones actua com un marcador genèric per a l'eucromatina.

## Aspecte
L'eucromatina generalment s'observa com bandes de color clar quan és tenyida amb la tinció de Giemsa i s'observa a través del microscopi òptic; l'heterocromatina, en canvi, es tenyeix en bandes fosques. En els procariotes l'eucromatina és l'únic tipus de cromatina present, cosa que indica que l'estructura de l'heterocromatina evolucionà més tard, a la vegada que el nucli cel·lular, possiblement com un mecanisme per gestionar un genoma cada vegada més gran.

## Funció
L'eucromatina participa en la transcripció de l'ADN a ARN. L'estructura menys compacta permet a les proteïnes reguladores de gens i als complexos d'ARN polimerasa unir-se fàcilment a la seqüència d'ADN, permetent així el principi de la transcripció. Es creu que la cèl·lula utilitza la transformació d'eucromatina a heterocromatina com un mètode de controlar l'expressió genètica i la replicació.